# Grigorij Fieklistow
Grigorij Fieklistow (ur. 9 sierpnia 1986 w obwodzie karagandyjskim) – kazachski wioślarz.

## Osiągnięcia
- Mistrzostwa Świata – Poznań 2009 – dwójka bez sternika – 13. miejsce[1].